# اچ‌ام‌اس اینوستیگیتور (۱۸۶۱)

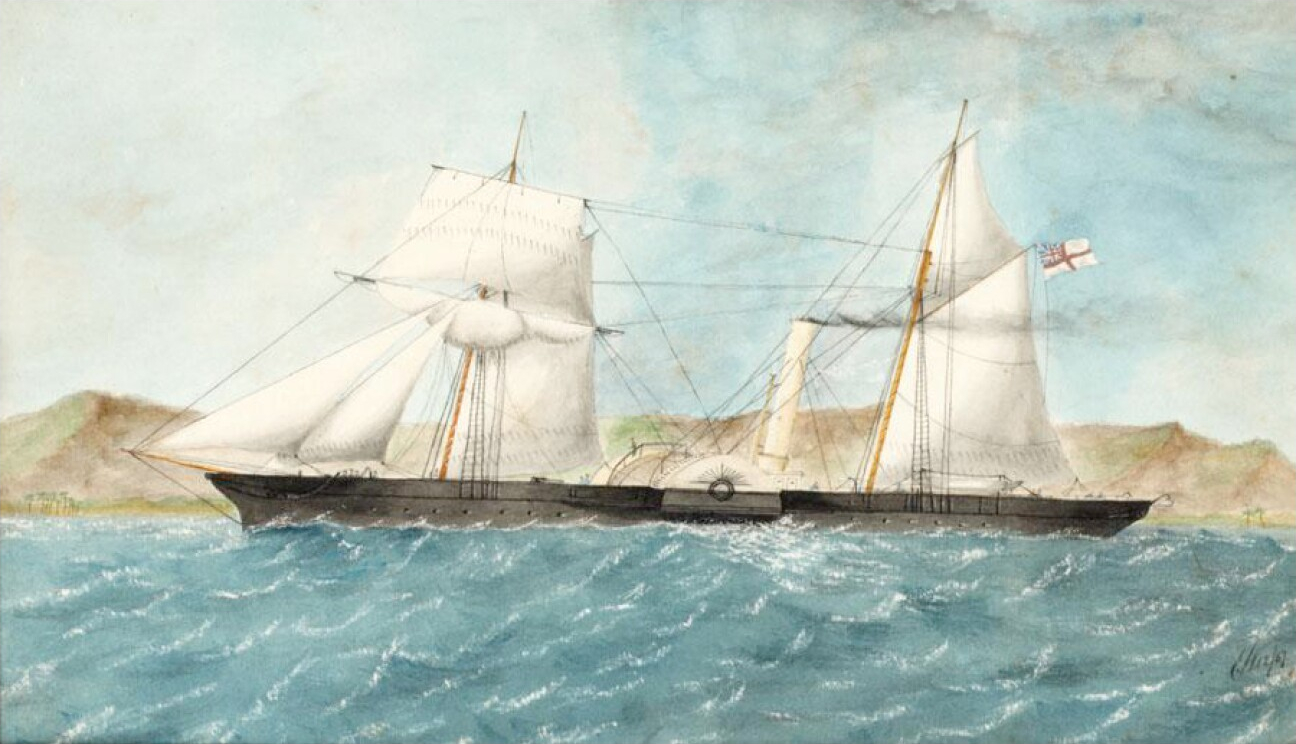
اچ‌ام‌اس اینوستیگیتور (۱۸۶۱)

اچ‌ام‌اس اینوستیگیتور (۱۸۶۱) (به انگلیسی: HMS Investigator (1861)) یک کشتی بود که طول آن ۱۲۱ فوت (۳۷ متر) بود. این کشتی در سال ۱۸۶۱ ساخته شد.